# Società astronomica ticinese
La Società Astronomica Ticinese (in acronimo SAT) è un'associazione senza scopo di lucro della Svizzera Italiana che riunisce persone interessate all’astronomia e al suo sviluppo. Fondata nel 1961 come sezione della Società Astronomica Svizzera, ha sede a Locarno, presso la Specola Solare di Locarno. È attualmente presieduta da Renzo Ramelli e conta circa 260 associati.
La SAT, in congiunzione con l'Associazione Specola Solare Ticinese, pubblica il bimestrale Meridiana, distribuito ai soci e a centinaia di abbonati in tutta la Svizzera italiana e la regione insubrica. 

## Le date principali
- 1959: assemblea della Società Astronomica Svizzera (SAG) a Locarno per la prima volta in Ticino, due anni prima della fondazione della SAT (Cortesi-Wening).
- 1960: costruzione dell’osservatorio di vacanza Calina a Carona da parte di un gruppo astrofili di San Gallo (Lina Senn, Nick Sauer).
- 1961: fondazione della SAT come sezione della Società Svizzera (Schweizerische Astronomische Gesellschaft, SAG-SAS).
- 1961-1964: Pubblicazione di un bollettino astronomico annuale (Rima).
- 1968: assemblea generale della Società Astronomica Svizzera a Lugano (Dall’Ara-Roggero), per la seconda volta in Ticino.
- 1971: costituzione della sezione bellinzonese della SAT con pubblicazione del bollettino “Skorpion” (Materni-Jetzer).
- 1975: Rinaldo Roggero nominato presidente della SAG, Edy Alge cassiere.
- 1975: organizzazione dell’assemblea generale della Società Astronomica Svizzera a Locarno (Roggero), per la terza volta in Ticino.
- 1975: inizia la pubblicazione di “Meridiana” organo ufficiale SAT (Frauchiger-Don Stucchi-Cortesi).
- 1983: inizio delle attività osservative della SAT all’osservatorio Calina di Carona, acquistato dal comune di Lugano (Fumagalli- Delucchi) e alla Specola Solare di Locarno (Cortesi).
- 1986: organizzazione dell’assemblea generale della Società Astronomica Svizzera a Locarno (Roggero-Cortesi) per la quarta volta in Ticino.
- 1991: inaugurazione dell'Istituto Ricerche Solari Locarno -IRSOL- (Rima-Utermohlen-Jetzer-Bianda).
- 1994: prima edizione del premio Fioravanzo per giovani (Cortesi).
- 1995: inaugurazione osservatorio del Monte Generoso con Margherita Hack (Fumagalli-Barenco-Cortesi).
- 2001: inaugurazione dell'“Astrovia Locarno” (Alge-Draga-Cortesi).
- 2002: inaugurazione dell'osservatorio Monte Lema (Luvini-Cortesi-Fumagalli).
- 2004: costituzione del gruppo “Le Pleiadi” (Luvini) quale sottosezione luganese.
- 2008: organizzazione dell’assemblea generale della SAG ad Ascona e Locarno (Sposetti-Cagnotti) per la quinta volta in Ticino.

## I presidenti
- Alessandro Rima, Locarno: 1961-63, 1970-72
- Rinaldo Roggero, Locarno: 1964-66, 1973-75
- Luciano Dall’Ara, Breganzona: 1967-69
- Sergio Cortesi, Locarno: 1976-2002
- Paolo Bernasconi, Bellinzona: 2003-05
- Marco Cagnotti, Locarno: 2006-11
- Stefano Sposetti, Gnosca: 2012-17
- Renzo Ramelli, Locarno: dal 2018